# Primera Iglesia de Cristo, Científico (Miami)
La Primera Iglesia de Cristo, Científico (en inglés: First Church of Christ, Scientist) es una iglesia de la Ciencia Cristiana localizada en 1836 Biscayne Boulevard de Miami, Florida. El edificio fue construido en 1925 por August C. Geiger en un estilo que imita el neoclásico. El 3 de enero de 1989 fue declarado elegible para su inclusión en el Registro Nacional de Lugares Históricos. Al día de la fecha se observa un cartel anunciando "oportunidad de inversión" mostrando una fachada completamente distinta a la que es hoy, dejando en claro que en un futuro la fachada se vería modificada en un 100%.

## Ubicación
La Primera Iglesia de Cristo Científico se encuentra en el condado de Miami-Dade en las coordenadas 25°47′31″N 80°11′20″O / 25.791944, -80.188889.